# Presos políticos en la España contemporánea
Presos Políticos en la España Contemporánea es una obra de arte crítica y de denuncia del artista Santiago Sierra compuesta por veinticuatro fotografías de denuncia, conocida por ser retirada de la edición de 2018 de la Feria Internacional de Arte Contemporáneo Arco.

## Descripción
La obra está compuesta por una serie de veinticuatro retratos fotográficos en blanco y negro pixelados para denunciar el ingreso en prisión de los miembros de las asociaciones culturales catalanas Jordi Sánchez (de Asamblea Nacional Catalana) y Jordi Cuixart (de Òmnium Cultural), miembros del destituido gobierno catalán como Oriol Junqueras (vicepresidente), el sindicalista Andrés Bódalo, los detenidos en el caso Alsasua, los dos detenidos en los carnavales de Madrid de 2016 de Títeres desde Abajo, activistas del 15-M, miembros del antiguo diario Egin o los dos anarquistas condenados por hacer estallar una bomba en la basílica del Pilar de Zaragoza.

## Polémica y retirada de ARCO 2018
El 21 de febrero de 2018, la Feria Internacional de Arte Contemporáneo (Arco) pidió a la galería Helga de Alvear que retirara la obra Presos políticos en la España contemporánea de Santiago Sierra. Según la organización Ifema, se retiró la obra porque "la polémica que ha provocado en los medios de comunicación la exhibición de estas piezas está perjudicando la visibilidad del conjunto de los contenidos que reúne ARCOmadrid 2018".

## Adquisición e inclusión en Colección de Arte Censored de Tatxo Benet
Debido a la polémica Tatxo Benet adquiere la obra Presos Políticos en la España Contemporánea de Santiago Sierra . Benet cedió la primera obra de su colección al Museo de Lérida, donde meses antes salieron las obras del Monasterio de Sigena, donde fue expuesta durante meses. La obra además fue cedida a más de treinta ciudades de España y a varios países europeos para ser expuesta, como contrarreste a la censura. En el año 2019 regresa a Arco de nuevo cedida por Benet y es mostrada en el marco de la Feria Internacional de Arte Contemporáneo. La pieza es una de las iniciales de la Colección de Arte Censored de Tatxo Benet.